# Ковалево-Подборне
Ковалево-Подборне (пол. Kowalewo Podborne) — село в Польщі, у гміні Ґоздово Серпецького повіту Мазовецького воєводства.
Населення — 88 осіб (2011).
У 1975-1998 роках село належало до Плоцького воєводства.

## Демографія
Демографічна структура станом на 31 березня 2011 року:
|          | Загалом | Допрацездатний вік | Працездатний вік | Постпрацездатний вік |
| -------- | ------- | ------------------ | ---------------- | -------------------- |
| Чоловіки | 46      | 14                 | 28               | 4                    |
| Жінки    | 42      | 11                 | 22               | 9                    |
| Разом    | 88      | 25                 | 50               | 13                   |